# يان مولر (رسام)
يان مولر (بالإنجليزية: Jan Müller)‏ هو رسام أمريكي، ولد في 27 ديسمبر 1922 في هامبورغ في ألمانيا، وتوفي في 29 يناير 1958.